# Robert M. Solovay
Robert Martin Solovay (nacido el 15 de diciembre de 1938) es un matemático estadounidense especializado en teoría de conjuntos.

## Semblanza
Solovay nació en Brooklyn en 1938. Obtuvo su doctorado por la Universidad de Chicago en 1964 bajo la dirección de Saunders Mac Lane, con una disertación sobre "Una forma funcional del teorema de Riemann-Roch diferenciable". Ha desarrollado su carrera en la Universidad de Berkeley, donde sus entre sus estudiantes de doctorado figuran William Hugh Woodin y Matthew Foreman.

## Trabajo
Los teoremas de Solovay incluyen:
- El modelo de Solovay que muestra que, si se asume la existencia de un cardinal inaccesible, entonces la declaración "cada conjunto de números reales tiene medida de Lebesgue" es consistente con los axiomas de Zermelo-Fraenkel sin axioma de elección.
- Aislar la noción de 0#.
- Demostrar que la existencia de un cardinal medible de valor real es equiconsistente con la existencia de un cardenal medible.
- Probar que si {\displaystyle \lambda } es un límite fuerte de un cardinal regular, mayor que un cardinal fuertemente compacto, entonces {\displaystyle 2^{\lambda }=\lambda ^{+}} se mantiene.
- Demostrar que si {\displaystyle \kappa } es un cardinal regular incontable, y {\displaystyle S\subseteq \kappa } es un conjunto estacionario, entonces {\displaystyle S} se puede descomponer en la unión de {\displaystyle \kappa } conjuntos estacionarios disjuntos.
- Con Stanley Tennenbaum, desarrolló el método de forzado iterado y mostró la consistencia de la hipótesis de Suslin.
- Con Donald A. Martin, demostró la consistencia del axioma de Martin sobre la cardinalidad del continuo arbitrariamente grande.
- Fuera de la teoría de conjuntos, desarrolló (con Volker Strassen) el test de Solovay-Strassen, usado para identificar grandes números primos con alta probabilidad. Este método ha tenido implicaciones en criptografía.
- Con respecto a las clases de complejidad P y NP, probó con T. P. Baker y J. Gill que relativizar argumentos no puede probar {\displaystyle \mathrm {P} \neq \mathrm {NP} }.[3]
- Probar que GL (la lógica modal normal que tiene las instancias del esquema {\displaystyle \Box (\Box A\to A)\to \Box A} como axiomas adicionales) axiomatiza completamente la lógica del predicado de demostrabilidad de la aritmética de Peano.
- Con Alexei Kitaev demostró que un conjunto finito de puerta cuántica puede aproximarse eficientemente a un operador unitario arbitrario en un cúbit, en lo que ahora se conoce como el teorema de Solovay-Kitaev.

## Publicaciones seleccionadas
- Solovay, Robert M. (1970). «A model of set-theory in which every set of reals is Lebesgue measurable». Annals of Mathematics. Second Series 92 (1): 1-56. JSTOR 1970696. doi:10.2307/1970696.
- Solovay, Robert M. (1967). «A nonconstructible Δ13 set of integers». Transactions of the American Mathematical Society (American Mathematical Society) 127 (1): 50-75. JSTOR 1994631. doi:10.2307/1994631.
- Solovay, Robert M. and Volker Strassen (1977). «A fast Monte-Carlo test for primality». SIAM Journal on Computing 6 (1): 84-85. doi:10.1137/0206006.